# Бергонцоли, Аннибале
Аннибале Бергонцоли (Бергондзоли), по прозвищу «электрическая борода» (итал. Annibale Bergonzoli; 1 ноября 1884 — 31 июля 1973) — итальянский генерал-лейтенант, отличившийся во время Первой Мировой войны, в испанской Гражданской войне и Второй Мировой Войне. В 1940 году он командовал обороной города Бардия в Ливии. В феврале 1941 года, после катастрофического для итальянцев сражения при Беда-Фомм, сдался австралийским войскам. Находился в качестве военнопленного в Индии и США до возвращения на родину в Италию.

## Биография

### Итальянские колониальные войны
Поступил на службу в Королевские вооружённые силы в 1911 году, начав свою военную карьеру в звании второго лейтенанта. Принял участие в оккупации Ливии во время итало-турецкой войны в 1911 году, и позднее отличился в операциях против ливийских антиколониальных повстанцев.
Также принимал участие в Первой Мировой Войне, за что получил ряд боевых наград.
В 1935 году участвовал в итальянском вторжении в Эфиопию, которое привело к аннексии Эфиопии в состав Королевства Италия, отличился при захвате Эфиопского города Негелли.

### Гражданская война в Испании
В период с 1936 по 1939 годы по приказу Бенито Муссолини находился в Испании в составе Корпуса итальянских волонтёров, воевавших на стороне генерала Франсиско Франко во время испанской Гражданской войны. Сам Бергонцоли командовал 4-й пехотной дивизией «Литторио».
После поражения, понесённого итальянскими войсками в битве под Гвадалахарой, оказался единственным итальянским генералом из находившихся в Испании, который остался на своём посту (прочих Муссолини сменил).
За свои действия в ходе взятия Сантандера в ходе Северной кампании был награждён Золотой медалью «За воинскую доблесть». В дальнейшем также получил 2 серебряных и одну бронзовую медаль. Был одним из архитекторов так называемого Пакта Сантонья, когда итальянцы приняли капитуляцию боевиков Республиканской народной армии из Баскской националистической партии. Также участвовал в наступлении на Арагон против войск Республиканской народной армии.

### Вторая мировая война
В 1940 году был главнокомандующим ХХІІІ итальянского армейского корпуса во время попытки вторжения в Египет с территории Ливии.
Бергонцоли был командиром итальянского гарнизона Бардии, который потерпел поражение 5 января 1941 года при нападении сил антигитлеровской коалиции. В то время как большинство его людей были взяты в плен, Бергонцоли удалось избежать ареста, поскольку он бежал через пустыню с другими солдатами, и прибыл в Тобрук 7 января 1941 года, пройдя около 120 км по пустыне пешком.
Покинул Тобрук до того, как город был захвачен войсками Коалиции 22 января, однако уже 7 февраля 1941 вместе с остатками итальянской десятой армии был взят в плен англичанами (точнее, австралийскими войсками из австралийской 6-й дивизии) в битве при Беда-Фомм. Был доставлен сначала в Индию, а затем в Соединённые Штаты в качестве военнопленного.
О важности его захвата свидетельствует тот факт, что американский журнал «Time» сделал его заглавным лицом выпуска от 13 января 1941 года как лидера фашистских добровольцев в Испании.

### Последние годы
Вернулся в Италию в 1946 году, обосновавшись в родном городе Каннобио, где и жил до смерти 31 июля 1973 г.

## Карьера
- 1906 — поступил в Королевскую итальянскую армию
- 1906 — курсант Военной академии Модены
- 1907 — младший лейтенант, 53-й пехотный полк
- 1908 — курсант Военной школы Павии
- 1910 — лейтенант
- Курсант Высшей военной школы
- 1911—1912 — лейтенант, воевал в итало-турецкой войне
- 1915—1918 — воевал в Первой мировой войне
- 1915 — капитан, штаб-офицер в IX отдела
- 1917 — майор, офицер связи в Верховном командовании союзных армий на Ближнем Востоке
- 1917 — командир «1-й штурмовой дивизии» Ардити
- 1918 — подполковник, начальник штаба дивизии ХХV
- 1920 — полковник
- 1920 — командир XVII дивизии
- 1928 — командир 78-го полка «Тоскана»
- Командир 6-го полка «Аоста»
- Командир школы младших офицеров и офицеров запаса в Палермо
- 1935 — бригадный генерал
- 1935 — командующий 2-й мотобригадой «Эмануэле Филиберто Теста-ди-Ферро»
- 1935—1936 — воевал во второй итало-эфиопской войне
- 1936—1938 — воевал в испанской Гражданской войне
- 1937 — дивизионный генерал (генерал-майор)
- 1937 — командующий 4-й пехотной дивизии «Литторио»
- 1939 — командующий 133-й бронетанковой дивизии «Литторио»
- 1939—1941 — воевал во 2-й мировой войне
- 1940 — корпусной генерал (генерал-лейтенант)
- 1940 — командующий ХХІІІ корпуса
- 1941 — взят в плен в битве при Беда-Фомм
- 1941—1946 — военнопленный
- 1947 — корпусной генерал (генерал-лейтенант) в Республиканской итальянской армии
- 1947 — в отставке

## Популярная культура
В фильме 1941 года, любовь безумная, В ролях: Мирна Лой и Уильям Пауэлл, Пауэлл персонаж относится к другой персонаж, которого играет Владимир Соколофф в фильме, когда смотришь, как «Дженерал Электрик усы». Это может быть ссылка на общие Bergonzoli в каламбур на свою кличку и «Дженерал Электрик».